# Camille Séri
Camille Séri, född 1 maj 1999 i Suresnes, är en fransk friidrottare som tävlar i kortdistanslöpning och häcklöpning.

## Karriär
I juli 2017 fick Séri sin första internationella mästerskapserfarenhet vid junior-EM i Grosseto, där hon blev utslagen i semifinalen på 400 meter häck. I juni 2021 tog Séri silver på 400 meter häck vid franska mästerskapen i Angers. Följande månad var hon en del av Frankrikes stafettlag tillsammans med Sokhna Lacoste, Louise Maraval och Shana Grebo som tog silver på 4×400 meter vid U23-EM i Tallinn.
I februari 2022 tog Séri guld på 400 meter vid franska inomhusmästerskapen i Miramas. I juni 2022 tog hon även guld på 400 meter häck vid franska mästerskapen i Caen. Följande månad tog Séri silver på 400 meter häck vid Medelhavsspelen i Oran efter att ha slutat bakom italienska Rebecca Sartori. I augusti 2022 tävlade hon vid EM i München och tog sig till semifinal på 400 meter häck.
I februari 2023 tog Séri sitt andra raka guld på 400 meter vid franska inomhusmästerskapen i Aubière. I juli 2023 tog hon silver på 400 meter häck vid franska mästerskapen i Albi efter att ha besegrats av Louise Maraval. I augusti 2023 vid VM i Budapest var Séri en del av Frankrikes stafettlag som slutade på nionde plats på 4×400 meter.

## Tävlingar

### Internationella
| År                     | Tävling                        | Plats                  | Placering              | Gren                   | Tid                    |
| Tävlande för Frankrike | Tävlande för Frankrike         | Tävlande för Frankrike | Tävlande för Frankrike | Tävlande för Frankrike | Tävlande för Frankrike |
| ---------------------- | ------------------------------ | ---------------------- | ---------------------- | ---------------------- | ---------------------- |
| 2017                   | Junioreuropamästerskapen       | Grosseto               | 10:e (sf)              | 400 m häck             | 59,25 s                |
| 2021                   | U23-europamästerskapen         | Tallinn                | 9:e (sf)               | 400 m häck             | 57,01 s                |
| 2021                   | U23-europamästerskapen         | Tallinn                | 2:a                    | 4×400 m stafett        | 3.30,33                |
| 2022                   | Medelhavsspelen                | Oran                   | 2:a                    | 400 m häck             | 56,01 s                |
| 2022                   | Europamästerskapen             | München                | 4:e (h)                | 400 m häck             | 56,18 s                |
| 2023                   | Världsmästerskapen             | Budapest               | 9:e                    | 4×400 m stafett        | 3.28,35                |
| 2025                   | Europeiska inomhusmästerskapen | Apeldoorn              | 5:e                    | 4×400 m stafett        | 3.25,80                |

1. ↑  Fullföljde inte semifinalen.

### Nationella
| - Franska friidrottsmästerskapen (utomhus): - 2019: Brons – 400 meter häck (58,84 sekunder, Saint-Étienne) - 2021: Silver – 400 meter häck (57,14 sekunder, Angers) - 2022: Guld – 400 meter häck (56,50 sekunder, Caen) - 2023: Silver – 400 meter häck (56,00 sekunder, Albi) | - Franska friidrottsmästerskapen (inomhus): - 2022: Guld – 400 meter (53,15 sekunder, Miramas) - 2023: Guld – 400 meter (52,48 sekunder, Aubière) - 2024: Brons – 400 meter (52,18 sekunder, Miramas) - 2025: Silver – 400 meter (52,63 sekunder, Miramas) |

## Personliga rekord
- 200 meter – 24,12 s (Nice, 7 maj 2023)[13]
- 400 meter – 52,18 s (Miramas, 18 februari 2024)[13]
- 400 meter häck – 55,79 s (Oordegem, 28 maj 2022)[13]